# Roberto Engler
Roberto Engler, (São Paulo, 9 de agosto de 1943), é um matemático, professor e político brasileiro, filiado ao Partido da Social Democracia Brasileira (PSDB).
Em 2010, foi eleito deputado estadual para a 17ª legislatura (2011-2015).

## Desempenho em eleições
| Ano  | Eleição               | Coligação              | Partido | Candidato a       | Votos         | Votos em Franca | Resultado  |
| ---- | --------------------- | ---------------------- | ------- | ----------------- | ------------- | --------------- | ---------- |
| 1982 | Municipal de Franca   | PMDB                   | PMDB    | Vereador          | —             | 1.385 (5º)      | Eleito     |
| 1988 | Municipal de Franca   | PMDB                   | PMDB    | Prefeito          | —             | 28.117 (2º)     | Não Eleito |
| 1990 | Estadual de São Paulo | PSDB                   | PSDB    | Deputado Estadual | 35.434 (34º)  | 31.310 (1º)     | Eleito     |
| 1992 | Municipal de Franca   | PSDB                   | PSDB    | Prefeito          | —             | 32.570 (2º)     | Não Eleito |
| 1994 | Estadual de São Paulo | PSDB                   | PSDB    | Deputado Estadual | 34.980 (49º)  | 26.022 (1º)     | Eleito     |
| 1998 | Estadual de São Paulo | PTB, PSD, PSDB         | PSDB    | Deputado Estadual | 66.311 (22º)  | 43.339 (1º)     | Eleito     |
| 2002 | Estadual de São Paulo | PFL, PSD, PSDB         | PSDB    | Deputado Estadual | 65.355 (63º)  | 36.781 (2º)     | Suplente   |
| 2006 | Estadual de São Paulo | PFL, PSDB              | PSDB    | Deputado Estadual | 77.486 (50º)  | 33.042 (2º)     | Eleito     |
| 2010 | Estadual de São Paulo | DEM, PSDB              | PSDB    | Deputado Estadual | 95.279 (45º)  | 51.280 (2º)     | Eleito     |
| 2014 | Estadual de São Paulo | PSDB, DEM, PPS, PRB    | PSDB    | Deputado Estadual | 122.544 (26º) | 47.924 (2º)     | Eleito     |
| 2018 | Estadual de São Paulo | PSB, PTB, PV, PSC, PPS | PSB     | Deputado Estadual | 69.969 (61º)  | 24.564 (2º)     | Eleito     |